# Антракотерієві

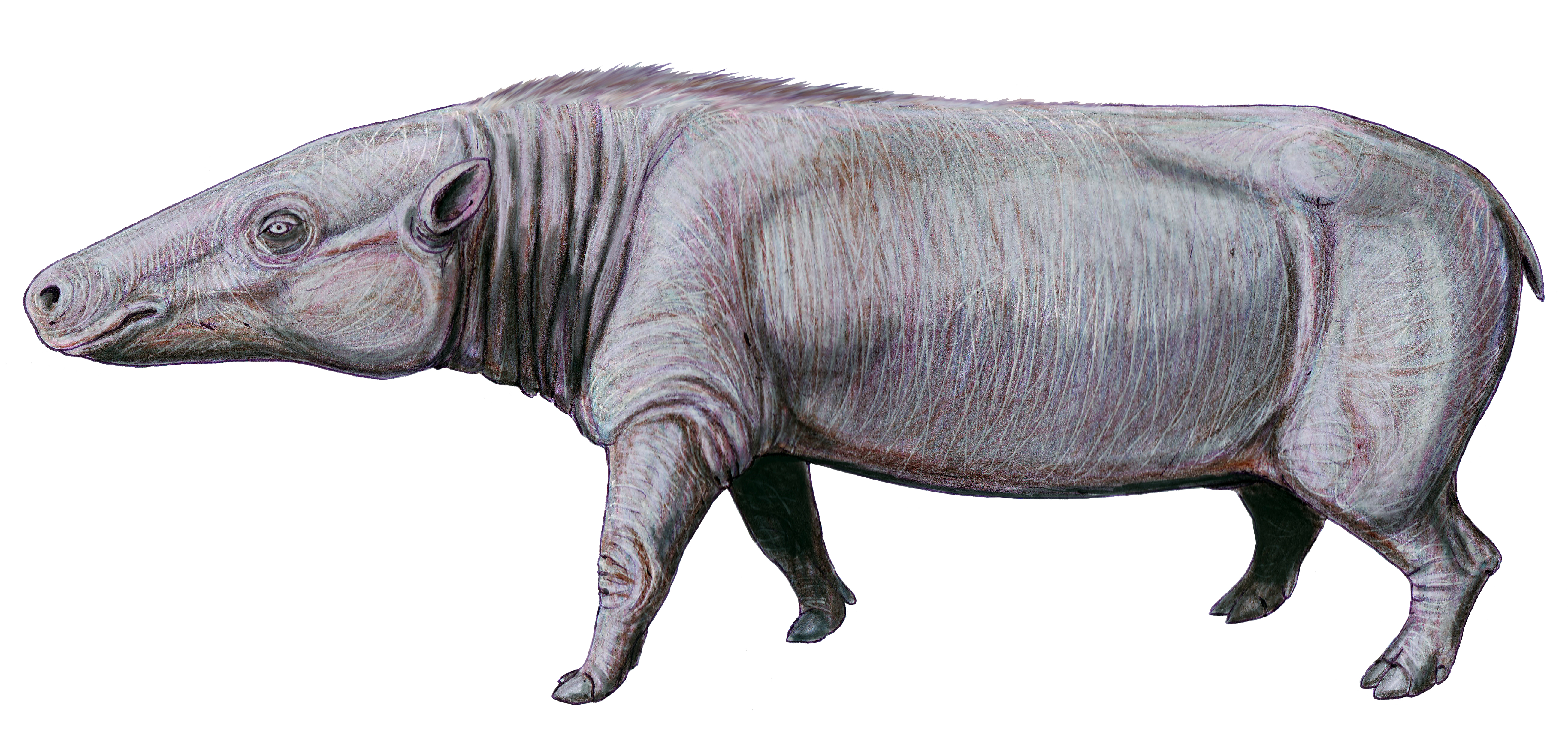
Антракотерій

Антракотерієві (Anthracotheriidae) — викопна родина нежуйних парнокопитних.
Відомі з еоцену — пліоцену Євразії, Північної Америки і олігоцену Північної Африки. Розміри — від дрібного кабана до бегемота. Корінні зуби горбкувато-лунчасті. Кінцівки чотирипалі. Вели земноводний спосіб життя. Від антракотерій, можливо, походять бегемотові.

## Роди
†Anthracotheriinae
- †Anthracothema
- †Anthracotherium (type genus)
- †Jaggermeryx
- †Heptacodon
- †Siamotherium

†Bothriodontinae
- †Aepinacondon
- †Afromeryx
- †Arretotherium
- †Brachyodus
- †Bothriogenys
- †Elomeryx
- †Hemimeryx
- †Kukusepasutanka
- †Libycosaurus
- †Merycopotamus
- †Sivameryx